# Marysin (Siedlce)
Pour les articles homonymes, voir Marysin.
Marysin (prononciation : [maˈrɨɕin]) est un village polonais de la gmina de Kotuń dans le powiat de Siedlce de la voïvodie de Mazovie dans le centre-est de la Pologne.
Le village comptait approximativement une population de 114 habitants en 2010.

## Histoire
De 1975 à 1998, le village appartenait administrativement à la voïvodie de Siedlce.

Depuis 1999, il appartient administrativement à la voïvodie de Mazovie